# Brave (álbum)
Brave —en español: Valiente— es el sexto álbum de estudio grabado por la cantante estadounidense Jennifer Lopez, pero es el quinto disco en inglés de su discografía. El disco se lanzó el 9 de octubre de 2007 y sería el último con el sello discográfico Epic Records.
De acuerdo al sitio web Allmusic, la canción que dio su título al álbum, «Brave», es un tema descartado de Blackout, el quinto álbum de estudio de Britney Spears.

## Información del álbum
Está considerado por los críticos, como el mejor disco en inglés de Jennifer, tiene un sonido más Pop que sus discos pasados, fusionándose con pop, disco, R&B, funk, y hip-hop. Jennifer describe el sonido del disco como "un poco de Jamiroquai y un poco de Sade".
López colabora con su productor de toda la vida Cory Rooney y también trabaja con nuevos productores como Swizz Beatz, J.R. Rotem, Timbaland, Jermaine Dupri, Bloodshy & Avant y Lynn & Wade LLP. Curiosamente el primer productor contratado para el disco fue Swizz Beatz, pero ninguna canción de él quedó en el disco, incluso él asistió a la presentación del Disco en New York y Jennifer le agradece su participación en el booklet que viene adentro del CD, por lo cual se pensó que habría un reedición del CD después de que Jennifer diera a luz a sus bebés, pero debido a las bajas ventas del álbum la reedición nunca se realizó.
En 2010 fueron subidas a la red "Heart & Soul" y un clip de "Get on The Mic" que formaron parte de la sesión de grabación de "Brave" pero no fueron incluidas en el corte final de álbum debido a los ritmos contrastantes con el álbum, siendo "Heart & Soul" una balada reggae y "Get on the Mic" un homenaje a los raperos pioneros de este género. Ambas canciones fueron producidas por los famosos productores Michelle Bell (Britney Spears, Mary J. Blige).y Peter Wade (Natasha Bedingfield)  mejor conocidos como Lynn & Wade LLP.

## Sencillos
- Do It Well, primer sencillo oficial, que comenzó a sonar en las radios el 21 de agosto de 2007 y cuyo video fue filmado el 17 de agosto del mismo año, bajo la dirección del prestigioso fotógrafo David LaChapelle.

- Hold It, Don't Drop It fue el segundo sencillo para Europa y Asia, un tema muy Funk-Disco que fue producido por Midi Mafia. Canción que también alcanzó el #1 del Billboard Hot Dance Club Play Chart. El video lo filmó Jennifer el 16 de noviembre con 6 meses de embarazo de sus gemelos, pero gracias a la magia de la tecnología esto no se nota en el video además de que usaron tomas muy cuidadas. El video fue dirigido por Melina que ha trabajado con estrellas como Beyoncé.

- Brave, sería el 2.º sencillo para USA, pero fue cancelado de última hora debido al avanzado estado de gestación de Jennifer pues ya no podría hacer promoción. Esta canción fue producida por Bloodshy & Avant quienes hicieron el éxito "Toxic "de Britney Spears. A pesar de todo se filmó un video musical dirigido por Michael Haussman quien ya había trabajo con J.Lo en el video de Qué Hiciste, pero nunca se estrenó y quedó guardado en las bóvedas de Sony Music, solo una foto del video se ha filtrado donde Jennifer esta con el cabello recogido mirando de frente a un espejo.

## Información adicional
En Finlandia, "Mile in these shoes" otra de las canciones de "Brave" fue lanzada digitalmente como sencillo promocional, llegando al puesto 16 en la lista de sencillos de ese país y al puesto 14 en descargas digitales. También fue utilizada en los promocionales de la nueva temporada de la serie de TV estadounidense Desperate Housewives,

## Lista de canciones
1. "Stay Together" (J. R. Rotem, Chasity Nwagbara, E. Kidd Bogart) – 3:31
2. "Forever" (Balewa Muhammad, Candice Nelson, Ezekiel "Zeke" Lewis, Patrick "J.Que" Smith, Chauncey Hollis) – 3:38
3. "Hold It Don't Drop It" (Kevin Rusto, Waynne Nuget, Jennifer Lopez, Allen Phillip Lees, Tawana Dabney, Janet Sewell, Cynthia Lissette, Dennis Lambert, Brain Potter) – 3:55
4. "Do It Well" (Ryan Tedder, Leonard Caston, Anita Poree, Frank Wilson) – 3:05
5. "Gotta Be There" (Adam Gibbs, Michael Chesser, Crystal Johnson, Travis Cherry, Leon Ware, Arthur Ross) – 3:57
6. "Never Gonna Give Up" (Michelle Lynn Bell, Peter Wade Keusch, Jennifer Lopez) – 4:21
7. "Mile in these Shoes" (Chasity Nwagbara, Onique Williams) – 3:16
8. "The Way It Is" (Bell, Keusch, López, Robinson, Leone, Rudd) – 3:07
9. "Be Mine" (Bell, Keusch, Robinson, John Hill, Caleb Shreve, Jennifer Lopez, Bobby Hebb) – 3:20
10. "I Need Love" (Bell, Keusch, Robinson, John Hill, Shreve, López, Bill Withers), – 3:52
11. "Wrong When You're Gone" (Lewis, Smith, Muhammad, Nelson, Keri Hilson) – 3:58
12. "Brave" (Christian Karrlson, Pontus Winnberg, Lewis, Smith, Muhammad, Nelson) – 4:21

Bonus tracks
- "Do It Well" (Con Ludacris) (Tedder, Christopher Bridges, Caston, Poree, Wilson) – 3:34
- "Do It Well" [Monto Blanco Radio Mix] (iTunes Bonus Track en algunos países) (Tedder, Caston, Poree, Wilson) – 3:03
- "Do It Well" [Ashanti Boyz Remix] (iTunes Bonus Track en algunos países) (Tedder, Caston, Poree, Wilson) – 3:42
- "Frozen Moments" (iTunes Preventa Bonus Track)[3] (Michelle Lynn Bell, Peter Wade Keusch) – 3:45

Deluxe edition (Edición de lujo con Bonus DVD)
- DVD Video "Get Right" con Fabolous (video) – 3:52
- DVD Video "Hold You Down" con Fat Joe (video) – 4:32
- DVD Video "Qué Hiciste" (video) – 4:17
- DVD Video "Me Haces Falta" (video) – 3:33

Target Edition (Edición Fan Bonus Pack)
Incluye un paquete exclusivo para fanáticos con una playera.
Circuit City Edition (Exclusive Edition)
Incluye un exclusivo calendario gratis.
Mexican Edition
Incluye el Bonus DVD y el Calendario

## Popularidad
| Lista (2007)                       | Máxima posición |
| ---------------------------------- | --------------- |
| Australia                          | 46              |
| Argentina Top 40                   | 7               |
| Austria Lista Austriaca de Álbumes | 35              |
| Canadá Top 100                     | 13              |
| Francia Top 200                    | 28              |
| Alemania Top 100                   | 41              |
| Grecia Álbumes Internacionales     | 2               |
| Grecia                             | 5               |
| Hungría                            | 17              |
| Italia Top 100                     | 10              |
| Japón Top 30                       | 6               |
| Polonia                            | 31              |
| España Top 100                     | 21              |
| Suiza Top 100                      | 6               |
| Suecia Top 60                      | 59              |
| Russia                             | 3               |
| Reino Unido                        | 24              |
| Estados Unidos Billboard 200       | 12              |